# Río Auqui
El río Auqui es un río en la provincia de Huaraz en la región Áncash en Perú que forma parte de la subcuenca del río Quillcay. Las lluvias intensas suelen sobrecargar el caudal del río generando peligros para la población de la ciudad de Huaraz como la caída de árboles y postes, inundaciones de viviendas y socavamiento de tramos de las pistas adyacentes al río.
El río Auqui es parte de la subcuenca Quillcay. Se alimenta de las aguas de las microcuencas Shallap y Quilcayhuanca. Se ha detectado la presencia de los siguientes metales pesados en el agua de las microcuencas Shallap y Quilcayhuanca: arsénico, cadmio y plomo. La presencia de estos metales se ha generado por el drenaje ácido de rocas (DAR) tras el retroceso glaciar en la Cordillera Blanca.

## Etimología
El nombre Auqui tiene su origen en la palabra awkis del quechua de Huaylas que significa 'viejo'.

## Geografía
El río Auqui se forma en el lado occidental de la Cordillera Blanca al juntarse las aguas del río Quilcayhuanca, que proviene de la quebrada homónima, las aguas del río Shallap (de la quebrada homónima) y las aguas que descienden de la laguna Churup. Aguas abajo, a 3085 m s.n.m. se junta con las aguas del río Paria en el lado occidental de la ciudad de Huaraz, formando el río Quillcay.
La microcuenca del río Auqui tiene un área de 84 244 km² y se ubica en los distritos de Independencia y Huaraz, en la provincia de Huaraz del departamento de Áncash en Perú.